# Paromenia rimacensis
Paromenia rimacensis är en insektsart som beskrevs av Young 1977. Paromenia rimacensis ingår i släktet Paromenia och familjen dvärgstritar. Inga underarter finns listade i Catalogue of Life.